# 二村伸
二村 伸（にむら しん、1957年7月7日 - ）は、日本のジャーナリスト・NHK解説委員・ニュースキャスター。

## 来歴・人物
長野県松本市出身。長野県松本県ヶ丘高等学校を経て大阪外国語大学アラビア語科卒業後、1980年に入局した。
1990年～1994年カイロ特派員時代に、湾岸戦争、パレスチナ紛争、アフリカ内戦等を取材、戦場報道記者として活動。
1997年～2004年ボン、ベルリン支局長（欧州連合拡大、アフガニスタン戦争、イラク戦争等取材）。
2004年以降、報道局国際部担当部長、NHK解説委員、アジア総局長（バンコク駐在）、NHK海外ネットワークキャスターを担当。
2015年以降、NHK解説委員室解説副委員長を務める。中東・アフリカ・欧州・東南アジア・南西アジア担当
。
愛称は「にむ」「にしこり」である。

## 現在の出演番組
- NHK解説委員室制作の番組全般

## 過去の出演番組
- NHK海外ネットワーク （土曜日 18:10 - 18:42）